# Solpuga rufescens
Solpuga rufescens är en spindeldjursart som beskrevs av Carl Ludwig Koch 1842. Solpuga rufescens ingår i släktet Solpuga och familjen Solpugidae. Inga underarter finns listade i Catalogue of Life.